# Etatismus
Etatismus (z franc. l'État, stát) je názor či postoj, který zdůrazňuje roli státu při řešení společenských a hospodářských problémů, případně chce rozšířit jeho působnost a pravomoci. Pojem vznikl kolem roku 1880 ve Francii a užívá se kriticky a polemicky, kdežto zastánci těchto tendencí jej obvykle odmítají. V ekonomii má podobný význam dirigismus (z franc. diriger, řídit).

## Významy
V politické teorii znamená etatismus například názor, že nositelem suverenity společnosti nejsou občané, nýbrž stát a jeho představitelé, takže úkolem lidu a různých sdružení je především posilovat moc a prestiž státu. Extrémním příkladem mohou být fašistické státy. Stát se pak často chápe jako hierarchicky uspořádaný celek či organismus, který potřebuje jednotu a semknutost lidu a také ji vnucuje a vymáhá.
V ekonomické teorii znamená tendence posilovat řídící roli státu v hospodářství, ať už centrálním plánováním nebo prostřednictvím státních podniků. Užívá se pro systémy státního kapitalismu a silného dirigismu.

## Pro a proti
Kritika „etatismu“ vychází z pozic jednak liberálních, jednak anarchistických (M. Bakunin) a vyvolalo ji prudké rozšiřování rolí státu v posledních stoletích. Etatismus, který vyvrcholil v totalitních režimech, může skutečně znamenat ohrožení občanských svobod.
Kritiky vůči státu, vůči jeho přerozdělování, vůči jeho regulacím a intervencím, vychází z nejrůznějších argumentů:
- Stát do ekonomiky nemůže přinést nic, co by v ní již nebylo.
  - Dotace ničemu nepomáhají: Intervencionisté jen poukazují na „přínosy“, které je vidět, ale už neukazují následky.[3][4] (Frédéric Bastiat)
  - Dotace škodí: jsou jako transfúze krve z levé ruky do pravé, když se při tom navíc polovina vybryndá.
- Stát hospodařit neumí:[5]
  - Stát jsou jen fixně placení úředníci, kteří svým jmenováním do funkcí nezískávají patent na moudrost: Kdyby uměli podnikat, pracovali by přece ve svých firmách. Podnikatelé k tomu mají lepší motivaci i schopnosti.
  - Státní řízení je nepružné a jeho „regulace“ tak vůbec není zpětnovazební regulací: Stát reaguje přinejlepším s frekvencí jednotek případů za rok, momentálně aktuální situaci tedy de facto ignoruje.
  - Plán nemůže být fixní, je potřeba přizpůsobovat ho realitě: Plán je jen odhad, jak se ukázalo v agilním vývoji. Idea pětiletek je scestná, protože realita se byrokratickým škatulkám nepřizpůsobí, to by se naopak musel přizpůsobovat plánovač.
- Argumentace „veřejným statkem“ a „potřebami“ je falešná, nejde o konkrétní pojmy, nejsou jasné jejich definice.[6][7]

Podle zastánců etatismu kritikové často přehlížejí, jak ve složitých moderních společnostech přibývá potřeb, které patrně nelze[zdroj⁠?!] svěřit jen působení konkurence a tržních mechanismů. Jde například o bezpečnost, sociální a zdravotní péči, o veřejné vzdělávání, o ochranu před epidemiemi, ale také o rostoucí význam pozemních komunikací a dopravy, péče o životní prostředí a mnoho dalších.
Na druhé straně kritikové takové argumenty vyvracejí, a to hned v několika myšlenkových proudech a v různé míře opozice vůči státu:
- Od Laissez faire („nechte nás být“, klasický liberalismus, proti dotacím, ekonomickým intervencím a regulacím)
- přes libertarianismus („Kdo by stavěl silnice?“[9][10], privatizace zdravotnictví a pojišťoven, privatizace ve školství[11])
- až po anarchokapitalismus a anarchismus obecně (zprivatizované přírodní zdroje[12], konkurenční vězeňství ba i policie[13][14] nebo naopak odstranění soukromého vlastnictví a zrušení policie nebo její nahrazení jinými institucemi, obecně pak proti státnímu zřízení, směřuje až i k naprosté dekonstrukci státu)

#### Souměrné
- centralismus
- ekonomická regulace
- plánovaná ekonomika
- znárodnění

#### Alternativní
- decentralizace
- liberalismus
- libertarianismus
- Strana svobodných občanů